# Elvire Choureau
Elvire Choureau dite Mlle Choureau, née Marie Louise Françoise Émilienne Choureau le 2 juin 1892 à Vanvey et morte le 3 juillet 1986 à Paris, est une libraire et éditrice française.
Elle fonde et dirige la librairie « L'Artisan du livre » au 22, rue Guynemer à Paris de 1922 à 1976. Elle est également présidente de la Chambre syndicale des libraires de France et la première femme à exercer ce poste.

## Biographie

### Jeunes années
François Choureau naît le 31 janvier 1866 à Saint-Brisson dans la Nièvre. À la date de son service militaire, il est domestique résidant à Nuits-sous-Ravière dans l’Yonne. Ses parents Dominique et Catherine Auxerre sont domiciliés à Saint-Brisson.
Anne Marie Bordot naît le 2 septembre 1872 à Belleneuve en Côte-d'Or. Elle est la fille de Joseph André Bordot, manouvrier âgé de 29 ans et d'Anne Brocard, son épouse âgée de 21 ans.
François Choureau épouse Anne Marie Bordot le 27 mai 1891 à Beire-le-Chatel. Fils de cultivateurs, il est facteur des postes domicilié à Beire-le-Chatel après avoir été domicilié à Dijon. Les parents d'Anne Marie Bordot sont dits domestiques domiciliés à Beire-le-Chatel. Le père de la libraire-éditrice Adrienne Monnier est également employé des postes.
Marie Louise Françoise Émilienne Choureau naît le 2 juin 1892 à Vanvey. Son père est alors âgé de 26 ans et est facteur des postes. Sa mère est dite sans profession et a 19 ans.
Elvire Choureau est l'aînée d'une fratrie d'au moins six enfants :
- Berthe Laurentine, née le 23 février 1894 à Vanvey et morte le 15 mars 1894 à Vanvey[6].
- Germaine Eugénie, née le 18 mars 1896 à Vanvey[7].
- Berthe Florentine, née le 12 février 1898 à Vanvey[8] et morte le 23 août 1901 à Vanvey[9].
- Élise Irène, née le 25 juillet 1901 à Vanvey[10].
- Edmond Gabriel, né le 3 décembre 1903 à Beaune et mort le 19 mars 1965 à Maradi en République du Niger[11].

Élève de l'école communale de filles de Beaune, Elvire Choureau obtient son certificat d'études primaires à l'issue de l'année scolaire 1902-1903.

### Libraire à «L'Artisan du livre»
En 1922, Elvire Choureau fonde avec Georges Duhamel, directeur du Mercure de France, la librairie « L'Artisan du livre » au 22, rue Guynemer à Paris,, derrière le jardin du Luxembourg. Sa librairie est, entre autres, fréquentée par Paul Valéry et Colette,:279, et se situe à proximité de la célèbre librairie « La Maison des Amis des Livres » tenue par Adrienne Monnier au 7, rue de l’Odéon dans le même 6ème arrondissement. Une autre consœur libraire-éditrice, Marcelle Lesage, tient boutique non loin de là, au 37, quai de l'Horloge et 24, place Dauphine.
Par décret en date du 7 février 1938, Elvire Françoise Choureau est élevée au grade de chevalier de la Légion d'honneur pour 25 ans de pratique professionnelle,,,,,,,,.
Le 21 mai 1958, Elvire Choureau est par ailleurs admise membre de la Société française d'archéologie, présentée par Marc Thibout et Paul Gélis.
Elvire Choureau tient boutique jusqu'en 1976,:279. Claude Guérin, successeur de Louis Giraud (1876-1960) de la librairie Giraud-Badin installée au 128, boulevard Saint-Germain, rachète la librairie en 1978 et y transfère l'intégralité de ses activités en 1980. Les locaux sur deux niveaux lui permettent d'exposer des reliures. Avec Dominique Courvoisier, Claude Guérin dirige la librairie jusqu'à sa mort le 23 juin 1993. La librairie Giraud-Badin est aujourd'hui encore située à l'emplacement de « L'Artisan du livre »,.

### Éditrice
Elvire Choureau édite des ouvrages d'érudition, des premières éditions de François Mauriac et d'André Maurois ainsi que des éditions bibliophiliques illustrées de François Villon, Pierre Mac Orlan et Maurice Maeterlinck:279.
En 1928, Elvire Choureau édite l’ouvrage Le Bar de la fourche d'Auguste Gilbert de Voisins, illustré de gravures sur bois:726 par Pierre Falké et imprimé par Jean-Gabriel Daragnès. Il s'agit de sa première édition illustrée:242.
En 1935, Elvire Choureau édite Rédaction païenne de Pierre de Labriolle. Cette édition s'inscrit dans la continuité de ses publications historiques au sujet de l'« humanisme » : elle est alors déjà l'éditrice de Mystère de la Quatrième Églogue de Jérôme Carcopino et d'Alexandre le Grand de Georges Radet. Le 4 janvier 1935, l'hebdomadaire L'Européen l'encourage à publier une édition classique de l'Imitation de Jésus-Christ de Thomas a Kempis.
En 1941, Elvire Choureau commande à Paul Valéry un ouvrage sur Stéphane Mallarmé, dont il rédige une trentaine de pages l'année suivante mais qu'il ne termine pas.
En 1942, Elvire Choureau édite Roman de Renard, illustré de gravures sur bois de Lucien Boucher. Georges Duhamel commente le format et la solidité du papier, la taille de la marge, la mesure de la justification, la régularité de l'encrage et la précision du tirage dans un article du Figaro littéraire faisant la promotion de l'édition.
En 1952, Elvire Choureau établit une édition nouvelle des poésies d'Arthur Rimbaud. Elle justifie ainsi ses choix de variantes d'une œuvre maintes fois éditée : « Lorsqu'il a fallu nous décider entre plusieurs variantes, nous avons toujours préféré nous guider sur l'évidence du sentiment et de la vérité poétique plutôt que de nous laisser prendre aux mirages d'une instable chronologie et au jeu de raisonnements conjecturaux ».

### Fondatrice de «L'Alliance nationale du livre»

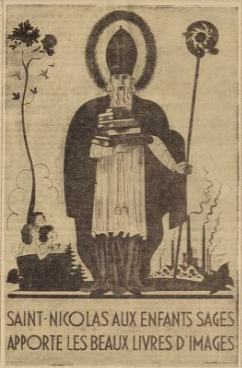
Affiche « Saint-Nicolas aux enfants sages apporte les beaux livres d'images » par Pierre Falké sur commande d'Elvire Choureau et Georges Duhamel de « L'Alliance du livre », publiée dans le numéro 843 des Nouvelles littéraires le 10 décembre 1938 pour illustrer l'article « Pour les enfants... » de Yette Jeandet. Source Gallica / BnF.

#### Objectifs
En février 1937, Elvire Choureau et Georges Duhamel fondent l'association de l'Alliance (nationale) du livre,:395 pour répondre aux difficultés que rencontrent les maisons d'édition à cause, entre autres, de l'augmentation du prix du papier, des travaux d'impression et des travaux de brochage. Georges Duhamel compare le projet au National Book Council anglais.  
En février 1938, Elvire Choureau évoque à la radio le goût de la lecture chez les jeunes filles de l'époque. Selon elle, les jeunes filles de toutes classes sociales lisent autant et seuls leurs choix de livres diffèreraient. Font exception les « jeunes filles du monde » qui liraient moins, mais pour lesquelles elle estime qu'il n'a sans doute pas encore été fait assez pour les encourager à la lecture. La jeunesse stimulerait le goût de la lecture au sein du foyer. 
Dans une chronique au Figaro en date du 7 novembre 1939, Georges Duhamel explicite le projet : « L'Alliance du Livre avait donc formé le projet de dresser une liste soigneuse des vrais lettrés, amis de la pensée française : politiques, diplomates, écrivains, professeurs et savants. Il était question de faire parvenir à ces lecteurs d'élite les meilleures de nos nouveautés. C'était, en somme, une extension judicieuse et méthodique du service de presse que fait normalement tout auteur, au moment de la publication d'un de ses ouvrages ».

#### Actions
L'Alliance se compose d'un comité directeur comprenant des auteurs, éditeurs, libraires, imprimeurs, ainsi que de personnalités faisant la liaison avec les ministères. Son objectif est de redonner goût aux livres et à la lecture. Edouard Daladier est président d'honneur de l'association. Georges Duhamel rappelle qu'il s'agit cependant d'une entreprise privée, qui vit de cotisations et de dons.
Lors de la première réunion de l'association organisée à l'hôtel de Massa le 11 mars 1937, le président de la Société des Gens de Lettres Jean Vignaud appelle à doter les usines, les prisons, les casernes et les villages de bibliothèques. À cette occasion, Elvire Choureau prend la parole pour expliquer l'organisation de L'Alliance du livre. Le 27 juin 1938 a lieu l'assemblée générale de l'association dans les locaux de l'Alliance française, en présence notamment de Julien Cain, administrateur de la Bibliothèque nationale de France, Gaston Rageot, ancien président de la Société des Gens de Lettres et de René Philippon:241, président du Syndicat des Éditeurs et du Cercle de la Librairie.
L'Alliance lance des campagnes de presse et négocie la détaxe du livre et la généralisation des distributions de livres de prix pour les adolescents. Elle souhaite également importer en France les « bons du livre » anglais, formes de chèques-cadeaux uniquement valables en librairie:395,,.
Dans son numéro du 10 décembre 1938, Les Nouvelles littéraires souligne « un effort extrêmement intéressant » de la part de l'Alliance du livre pour les étrennes des enfants. L'Alliance du livre commande à cette occasion à Pierre Falké, collaborateur du même hebdomadaire, des affiches.

#### Soutien aux soldats
Le 25 septembre 1939, Georges Duhamel lance un appel radiodiffusé : il demande à ce qu'on dépose aux dépôts de l'Alliance du Livre situés au 90, boulevard Malesherbes et au 27, rue Grégoire-de-Tours, des livres pour que l'association les transmette aux soldats français.
C'est Elvire Choureau qui dirige cet envoi de livres, comme l'explique Georges Duhamel : « Les pouvoirs publics s'étaient intéressés à ce projet si simple et si raisonnable. Des crédits allaient être votés pour assister l'édition française dans cet effort de libéralité amicale [...] La guerre est venue et ce beau projet est, aujourd'hui, comme tant d'autres, en suspens, jusqu'à nouvel ordre. L'Alliance du Livre s'est tournée vers des besognes non certes plus urgentes, mais plus évidentes, sans doute. Tous les amis de l'Alliance passent aujourd'hui leur temps à faire des paquets de bouquins, pour les soldats des armées, sous l'oeil sévère et compétent de ma collaboratrice Elvire Choureau qui s'arrange, comme par miracle, pour envoyer à chacun ce que chacun veut recevoir. C'est une entreprise passionnante [...] ». Il insiste encore auprès du Figaro : « Il fallait une compétence que je dirai professionnelle : Elvire Choureau est donc là. C'est la secrétaire de l'Alliance et, par voie d'élection, la première libraire de France ».

Au mois d'octobre 1939, Georges Poupet décrit l'action d'Elvire Choureau dans le Jour-Écho de Paris. Son témoignage est repris en décembre dans le Mercure de France :
« Un jeune aumônier a quitté pour quelques heures le cantonnement de sa division. [...] Il est venu à Louveciennes, au château de Voisins où s'est installée "l'Alliance du Livre", chercher de quoi donner à lire à ses soldats. Il repartira chargé d'une centaine de volumes dont il a pu faire le choix dans le stock déjà si important qui est rassemblé là [...]. Il a été, comme moi, étonné en parcourant cette belle demeure mise à la disposition de l'oeuvre par Mlle H[ilda] Gélis-Didot, de voir qu'en si peu de temps une entreprise aussi importante a pu être mise au point et fonctionner. C'est l'ancienne présidente du Syndicat des libraires de France, Mlle Elvire Choureau, qui en est l'âme, et si son organisation est parfaite, c'est que, depuis l'alerte de septembre 1938, elle n'a cessé d'y penser et de prévoir. [...] Des rayonnages ont été installés dans les salons où sont rangés par catégorie les livres reçus. Aucun désordre. Le billard recouvert de planches sert de table de tri et d'emballage. À côté, un secrétariat a été installé. Il est pris note sur des fiches du nom du destinataire et de la composition de chaque envoi, ceci afin d'éviter qu'un même soldat reçoive deux fois les mêmes livres. Les envois sont faits avec le plus grand soin et l'on tient compte, pour le choix des livres, des désirs et de la qualité du demandeur. Un personnel bénévole et retenu depuis un an assure dans les meilleures conditions ce travail de librairie. Mlle Choureau me dit combien elle est heureuse de ce succès. Elle voudrait augmenter le nombre de ses envois, pouvoir faire des dons massifs aux hôpitaux, aux foyers du soldat. Elle le pourra lorsqu'elle aura obtenu, comme le lui a promis M. de Monzie, la gratuité du transport de ses colis »,.

### Responsable syndicale

#### Avant-guerre
Elvire Choureau est élue présidente de la Chambre syndicale des libraires de France, pour l'exercice 1933-1934,. Elle est la première femme à exercer cette fonction selon le quotidien La Liberté. En mai 1939, Charles Venot succède à « la plus active des présidentes [...] qui eut tant d'initiatives heureures et fécondes ». À partir de cette date, Elvire Choureau partage la vice-présidence avec Adolphe Le Goaziou de Quimper. Elle dirige le Cercle de la Librairie:223.
Une photographie d'Elvire Choureau est publiée dans le journal Comœdia le 22 mai 1933, à l'occasion de son élection à la présidence de la Chambre syndicale des Libraires de France. Elle est également photographiée dans les années 1930 par Henri Martinie,.
Au mois d'août 1933, Elvire Choureau participe au 10e congrès des libraires de France organisé à Nuits-Saint-Georges et Dijon en Côte d'Or,,.

#### Sous l'Occupation
Le 14 juin 1940, les Allemands entrent dans Paris. Le « Gruppe Schrifttum » de la Propaganda-Abteilung Frankreich dirigé par l'Arbeitsführer Walther Schulz ainsi que l'ambassade d'Allemagne régentent pendant deux ans le monde de l'édition française:238.
Le 5 juin 1941, le Journal officiel publie un décret nommant les membres du Comité d'organisation des industries des arts et des commerces du livre, mis en place le 3 mai, parmi lesquels Elvire Choureau, alors présidente d'honneur de la Chambre syndicale des libraires de France:241, est déclarée présidente des bureaux de groupe pour la librairie,. Le comité est dirigé par Marcel Rives, conseiller référendaire à la Cour des comptes. René Philippon est placé à la tête du groupe d'étude pour l'édition, Émile Kapp pour l'imprimerie, Charles Peignot pour les industries graphiques:241,,. Chaque groupe est divisé en sections, administrative, financière et commerciale. Le Comité siège au Cercle de la librairie et remplace l'ensemble des syndicats:242.
Fin 1941 et début 1942, le Comité d'organisation doit s'accorder sur de nouvelles réglementations. En avril 1942, trois décisions sont prises pour l'édition et la librairie : la « Réglementation de l'édition de livres » (34), la « Réglementation du commerce du livre » (35) et le « Classement des libraires de neuf et des revendeurs de livres neufs » (36). À celles-ci s'ajoute celle sur l' « Attribution des remises aux libraires de neuf, aux revendeurs de livres neufs et aux commissionnaires » (37):241-242. Ces décisions sont amendées puis reçoivent le visa du commissaire du gouvernement chargé de la question du livre au mois de décembre. Bernard Grasset estime que ces décisions « ne tenaient à rien moins qu'à créer un véritable "mandarinat de la librairie'" » puisqu'elles classent les libraires selon des critères économiques:242-243. Le classement est établi par dépouillement de questionnaires et donne lieu à de vives dissensions entre éditeurs et libraires, leurs intérêts n'étant pas les mêmes. Lorsque les éditeurs déclarent qu'un « grand nombre, un trop grand nombre, de déclarations sont incroyables à quiconque connaît la librairie », Elvire Choureau quitte la réunion. Les décisions ne sont jamais appliquées en raison de la Libération du territoire français:243.

### Amitiés et dédicaces

#### Colette
Elvire Choureau est une amie de Colette, qu'elle rencontre pendant la guerre et dont elle reste proche jusqu'à la mort de l'autrice. La Bibliothèque nationale de France présente en 1973 à l'occasion d'une exposition consacrée à Colette plusieurs lettres adressées à Elvire Choureau, que Colette surnomme affectueusement « Patron » . La lettre datée du 2 janvier 1952 remercie « [son] cher Patron » pour l'envoi d'un bloc de verre:198 . Dans sa lettre du 8 juin 1953, Colette lui décrit l'église de Saint-Sauveur-en-Puisaye:113. La lettre du 8 décembre 1953 l'interpelle : « Où êtes-vous ? Comment êtes-vous ? Depuis des semaines, je n'ai plus d'autorité physique sur mes mains ni mes pieds. Depuis combien de temps vis-je cloîtrée ? Chère Elvire, avez-vous renoncé à votre Colette ? »:198.

Colette lui dédicace en 1943 son recueil de nouvelles Le Képi :
« Pour le Patron 
Pour Elvire 
Pour Choureau-de-mon-pays 

avec un salut militaire et ma bourguignonne affection »:185.

#### Le colonel Passy
Le 12 mars 1943, le colonel Passy rencontre Elvire Choureau et en témoigne dans ses Mémoires du chef des services secrets de la France libre :
« Remontant le boulevard Malesherbes [...], je croisai une de mes vieilles amies, Elvire Choureau, la présidente du Syndicat des libraires de France, chez qui, depuis plus de vingt ans, je me rendais pour acheter les livres, objets de ma passion de bibliophile. Malgré mon singulier accoutrement, elle me reconnut aussitôt, ainsi que je pus le deviner dans ses yeux. Je continuai ma route, mais pensant qu'elle risquait d'avertir ma mère de ma présence à Paris, je rebroussai chemin pour la prier de me garder le secret. Elle se montra ce que j'attendais d'elle, foncièrement hostile à l'occupant. Elle m'expliqua qu'elle faisait tout ce qu'elle pouvait pour sauver le "livre français" des griffes de l'ennemi, ce qui lui valait de nombreux désagréments. Elle m'offrit son aide la plus complète, mettant à ma disposition son appartement à double sortie. Bref, elle se montra admirable de courage et de sentiments. Elle appartenait à cette immense pléiade de Français qui, sans prendre une part tapageuse à la lutte clandestine, ne cessèrent de déployer les ressources de leur intelligence et la fermeté de leur caractère pour défendre, envers et contre tout, le patrimoine de la nation contre la rapacité de l'envahisseur, et ceci quels qu'en pussent être les risques. À tous ceux-là, souvent bien plus qu'à d'autres qui cachaient leurs lâchetés sous le couvert d'une pseudo-résistance presque uniquement verbale, le pays doit être profondément reconnaissant, car ce fut grâce à eux, pour une large part, que nous retrouvâmes à la Libération une France peut-être gravement atteinte, mais encore vivante ! ».

#### Jean-Gabriel Daragnès
Elvire Choureau épaule Jean-Gabriel Daragnès lorsque celui-ci est nommé par les autorités publiques président de la section du livre d'art (la « classe 52 ») de l’Exposition internationale de 1937. Elle avait édité en 1928 le premier livre sorti des presses de Daragnès, Le Bar de la fourche:371.

#### Gus Bofa
Vers 1937, l'illustrateur Gus Bofa lui dédicace le dessin au crayon intitulé « La crèche » : « Pour Elvire, bon Noël, Gus Bofa ».

### Fin de vie
Elvire Choureau meurt en 1986, à son domicile du 70, rue Notre-Dame-des-Champs à Paris.

## Hommage
Un lotissement communal, rues Gabriel-Vicaire et des Frères Hurvoi, et un square de Perros-Guirec portent le nom d'Elvire Choureau,,,,,.

## Distinction
- Chevalier de la Légion d'honneur (1938) pour 25 ans de pratique professionnelle[13],[20],[21],[22],[23],[24],[25],[26],[27].